# Course de montagne du Karwendel
La course de montagne du Karwendel (en allemand : Karwendel-Berglauf) est une course de montagne reliant la ville de Mittenwald à la Karwendelköpfe en Allemagne. Elle s'est tenue de 2001 à 2018.

## Histoire
L'origine de la course remonte au 9 juillet 1932, lorsque 16 jeunes habitants de Mittenwald décident de se défier en courant jusqu'à la Westliche Karwendelspitze, puis en y redescendant. Le guide de montagne Heinrich Hornsteiner, surnommé Tschulli Heini, l'emporte. Il se lance également dans la construction de la Dammkarhütte et devient une légende locale,.
S'inspirant de cette histoire, Kurt König décide de créer une course de montagne retraçant cette épopée et offrant un tracé particulièrement exigeant. La première édition a lieu le 15 juillet 2001. Elle est remportée par le local Andreas Biberger et la membre de l'équipe nationale allemande Kerstin Harbich.
La course accueille les championnats d'Allemagne de course en montagne en 2008.
En 2011, des chutes de neige forcent les organisateurs à annuler la course au dernier moment.
En 2017, Kurt König annonce qu'il quittera l'organisation de la course après 2018. Étant devenu coach de l'équipe nationale de course en montagne, il ne parvient plus à concilier ses deux activités. Sans successeur, la course n'est pas organisée en 2019 et le comité décide de tout arrêter.

## Parcours
Le départ est donné au centre de Mittenwald, dans la rue Obermarkt. Le parcours rejoint ensuite la station inférieure du téléphérique. Il remonte ensuite le long de la piste de ski du Dammkar jusqu'à la Dammkarhütte. Le chemin remonte ensuite la crête jusqu'au tunnel pédestre du Dammkar sous la Westliche Karwendelspitze qu'il traverse. L'arrivée est donnée à la station supérieure du téléphérique. Le parcours mesure 11 km pour 1 462 m de dénivelé.
En 2010, les mauvaises conditions météorologiques rendent le parcours dangereux. Les organisateurs décident de mettre en place un tracé alternatif qui monte au Hoher Kranzberg. Il mesure 9 km pour 600 m de dénivelé.

## Vainqueurs
| Année | Hommes                 | Temps          | Femmes                         | Temps           |
| ----- | ---------------------- | -------------- | ------------------------------ | --------------- |
| 2001  | Andreas Biberger       | 1 h 5 min 55 s | Kerstin Harbich                | 1 h 22 min 1 s  |
| 2002  | Martin Cox             | 1 h 2 min 45 s | Romy Lindner                   | 1 h 17 min 22 s |
| 2003  | Jonathan Wyatt         | 59 min 10 s    | Daniela Gassmann               | 1 h 16 min 5 s  |
| 2004  | Martin Cox             | 1 h 2 min 27 s | Moana Burt                     | 1 h 15 min 31 s |
| 2005  | Jonathan Wyatt         | 59 min 43 s    | Romy Lindner                   | 1 h 18 min 8 s  |
| 2006  | Roman Skalský          | 1 h 2 min 44 s | Ellen Clemens                  | 1 h 18 min 33 s |
| 2007  | Timo Zeiler            | 1 h 4 min 4 s  | Anja Carlsohn                  | 1 h 21 min 12 s |
| 2008  | Timo Zeiler            | 1 h 0 min 11 s | Marie-Luise Heilig-Duventäster | 1 h 15 min 28 s |
| 2009  | Timo Zeiler            | 1 h 2 min 55 s | Angela Mudge                   | 1 h 13 min 48 s |
| 2010  | Gerd Frick             | 42 min 44 s    | Kerstin Straub                 | 52 min 50 s     |
| 2011  | Course annulée         | Course annulée | Course annulée                 | Course annulée  |
| 2012  | Andrzej Długosz        | 1 h 1 min 4 s  | Kate Goodhead                  | 1 h 11 min 7 s  |
| 2013  | Andrzej Długosz        | 1 h 3 min 33 s | Angela Mudge                   | 1 h 18 min 46 s |
| 2014  | Isaac Toroitich Kosgei | 1 h 6 min 12 s | Sabine Reiner                  | 1 h 14 min 27 s |
| 2015  | Yossief Tekle          | 1 h 5 min 5 s  | Melanie Noll                   | 1 h 18 min 12 s |
| 2016  | Robbie Simpson         | 59 min 48 s    | Melanie Noll                   | 1 h 12 min 49 s |
| 2017  | Robbie Simpson         | 59 min 9 s     | Melanie Noll                   | 1 h 16 min 29 s |
| 2018  | Andrzej Długosz        | 1 h 8 min 6 s  | Melanie Noll                   | 1 h 20 min 7 s  |

 Record de l'épreuve